# Henri Sillanpää
Henri „Sillen“ Sillanpää (* 4. Juni 1979 in Tornio) ist ein finnischer ehemaliger Fußballtorwart, der 2004 in der finnischen Nationalelf debütierte. Er war in seinem Heimatland, in Schweden und in Norwegen aktiv.

## Werdegang
Der aus Nordfinnland stammende Sillanpää begann seine Karriere im Erwachsenenbereich 1998 beim Vaasan PS. Bald etablierte er sich als Stammtorhüter in der Veikkausliiga und wurde in die finnische U-21-Auswahlmannschaft berufen. 1999 und 2000 holte er mit dem Klub den finnischen Ligapokal. Später verdrängte ihn der knapp zwei Jahre jüngere Janne Henriksson zwischen den Pfosten, so dass er 2001 zunächst zum Drittligisten FC Kiisto verliehen und 2002 im Sommer an den Zweitligisten IF Närpes Kraft in die Ykkönen abgegeben wurde. Anfang 2003 wechselte er innerhalb der zweiten Liga zu Tornion Palloveikot. Nachdem der Klub im Vorjahr noch in der Aufstiegsrunde zur Veikkausliiga gescheitert war, trug der Torhüter als Stammkraft, die in allen 26 Saisonspielen auf dem Platz stand, zum Aufstieg in die höchste Spielklasse bei.
Trotz des Aufstieges verließ Sillanpää seinen bisherigen Klub nach nur einer Spielzeit und schloss sich 2004 dem Erstligisten AC Allianssi an. Mit dem Klub belegte er am Ende der Spielzeit 2004 den zweiten Tabellenrang, Meister FC Haka hatte allerdings elf Punkte Vorsprung. Im selben Jahr wurde er zudem abermals finnischer Ligapokalsieger. Dabei hatte der Torhüter im Saisonverlauf überzeugt, so dass ihn Nationaltrainer Antti Muurinen im Dezember des Jahres bei einem 0:0-Unentschieden gegen den Oman zu seinem Länderspieldebüt verhalf. Auch in den folgenden Jahren gehörte er häufig zum Aufgebot, stand jedoch regelmäßig im Schatten von Antti Niemi und Jussi Jääskeläinen. Im UEFA-Pokal 2005/06 erreichte er mit seiner Vereinsmannschaft um Hocine Chebaïki, Timo Marjamaa, Chris Cleaver und Jean-Pierre La Placa nach einem 3:0-Erfolg und einem 1:1-Remis gegen CS Petingen aus Luxemburg die zweite Qualifikationsrunde, nach einem 0:0-Auswärtsunentschieden gegen den norwegischen Vertreter SK Brann bedeuteten Tore von Trond Ludvigsen und Charlie Miller jedoch das Ausscheiden aufgrund einer 0:2-Heimniederlage. Während er parallel im Ligabetrieb mit 23 Ligaspielen weiterhin Stammspieler war – nur kurzzeitig wurde er vom Nachwuchsmann Tomi Maanoja vertreten – und den Titel im Ligapokal verteidigt hatte, geriet sein Klub nach einer 0:8-Niederlage gegen den FC Haka wegen angeblicher Spielmanipulationen in Verruf. 
Sillanpää verließ den Klub und kehrte zum Jahreswechsel 2005/06 zu seinem ehemaligen Klub Vaasan PS zurück, der in die erste Liga wieder aufgestiegen war. Mit der Mannschaft platzierte er sich in den folgenden Jahren regelmäßig im hinteren Mittelfeld der Tabelle. Im Frühjahr 2010 wechselte er erstmals ins Ausland, als der damals 30-jährige beim schwedischen Klub GAIS einen Vier-Jahres-Kontrakt unterzeichnete. Beim Göteborger Erstligisten war er zweiter Torhüter, anlässlich einer Verletzung von Dime Jankulovski kam er im Mai bei einer 0:2-Niederlage gegen Trelleborgs FF zu seinem Debüt in der Allsvenskan. Dies blieb zunächst für ein Jahr sein einziger Ligaeinsatz in der höchsten schwedischen Spielklasse, erst nach einer erneuten Verletzung des Konkurrenten im folgenden Sommer eroberte er sich den Stammplatz zwischen den Pfosten. Unter Trainer Alexander Axén bestritt er bis zum Saisonende 15 Ligapartien und erreichte an der Seite von Jesper Florén, Wanderson do Carmo, Fredrik Lundgren und Reuben Ayarna den fünften Platz. Seine guten Leistungen wurden von Nationaltrainer Mixu Paatelainen mit dem Comeback in der Nationalelf gekrönt, als er Anfang 2012 wieder in die Nationalelf berufen und schließlich im Sommer, knapp sechseinhalb Jahre nachdem er bei der 0:1-Niederlage gegen Südkorea im Januar 2006 zu seinem letzten Länderspieleinsatz gekommen war, anlässlich des Baltic Cup 2012 im Endspiel gegen Lettland in der Halbzeit für Lukáš Hrádecký eingewechselt wurde. Sein fünftes Länderspiel blieb jedoch ohne Titelgewinn, im Elfmeterschießen verpassten die Finnen den Turniersieg.
Kurze Zeit später eroberte Jankulovski sich im Juli 2012 den Stammplatz zwischen den Pfosten beim GAIS, der im Abstiegskampf bis dato mit nur einem Saisonsieg am Tabellenende reüssierte. Daraufhin verließ Sillanpää kurz vor Ende der Transferperiode im August den Verein auf Leihbasis und schloss sich bis zum Saisonende dem norwegischen Klub Tromsø IL an. Als Ersatzmann hinter Benny Lekström, der seinen verletzten schwedischen Landsmann Marcus Sahlman vertrat, kam er lediglich zu zwei Spieleinsätzen. Nach Saisonende verkündete der Klub daher, nicht die vertraglich vereinbarte Kaufoption anwenden zu wollen. Da GAIS zum Saisonende aus der Allsvenskan abstieg und die Trennung von mehreren Spielern inklusive Sillanpää anstrebte, begab sich dieser auf Vereinssuche.
Anfang Dezember wurde bekannt, dass Sillanpää nach Finnland zu seiner vormaligen Station Vaasan PS zurückkehren und dort einen Drei-Jahres-Vertrag unterzeichnen werde. Als Stammtorhüter in 30 der 33 Saisonspiele im Einsatz erreichte er mit der Mannschaft am Ende seiner ersten Spielzeit als Tabellendrittel die Qualifikation zur UEFA Europa League 2014/15. Am sechsten Spieltag der folgenden Spielzeit verletzt er sich und wurde in der Folge durch Janne Henriksson und den Nachwuchsmann Karl-Filip Eriksson ersetzt. 